# Serie A 2025./26.
Sezona Serie A 2025./26. bit će 124. sezona najvišeg ranga talijanskog nogometa, 94. po redu koja se igra u formatu ligaškog natjecanja te 16. otkako natjecanjem upravlja samostalna ligaška organizacija Lega Serie A.
Natjecanje je predviđeno da započne 23. kolovoza 2025., a završetak se očekuje 24. svibnja 2026. Napoli u sezonu ulazi kao branitelj naslova, nakon što je u prethodnoj sezoni osvojio svoj četvrti naslov prvaka Serie A.

## Momčadi
| Klub          | Grad     | Stadion                                   | Kapacitet |
| ------------- | -------- | ----------------------------------------- | --------- |
| Atalanta      | Bergamo  | Gewiss Stadium                            | 24 950    |
| Bologna       | Bologna  | Stadio Renato Dall'Ara                    | 38 279    |
| Cagliari      | Cagliari | Unipol Domus                              | 16 416    |
| Como          | Como     | Stadio Giuseppe Sinigaglia                | 13 602    |
| Cremonese     | Cremona  | Stadio Giovanni Zini                      | 20 641    |
| Fiorentina    | Firenca  | Stadio Artemio Franchi                    | 43 118    |
| Hellas Verona | Verona   | Stadio Marcantonio Bentegodi              | 31 713    |
| Genoa         | Genoa    | Stadio Luigi Ferraris                     | 33 205    |
| Inter Milan   | Milan    | San Siro                                  | 75 710    |
| Juventus      | Torino   | Juventus Stadium                          | 41 507    |
| Lazio         | Rim      | Stadio Olimpico                           | 67 585    |
| Lecce         | Lecce    | Stadio Via del mare                       | 30 354    |
| Milan         | Milan    | San Siro                                  | 75 710    |
| Napoli        | Napulj   | Stadio Diego Armando Maradona             | 54 732    |
| Parma         | Parma    | Stadio Ennio Tardini                      | 22 352    |
| Pisa          | Pisa     | Arena Garibaldi – Stadio Romeo Anconetani | 25 000    |
| Roma          | Rim      | Stadio Olimpico                           | 67 585    |
| Sassuolo      | Sassuolo | Mapei Stadium – Città del Tricolore       | 21 515    |
| Torino        | Torino   | Stadio Olimpico Grande Torino             | 28 177    |
| Udinese       | Udine    | Stadio Friuli                             | 25 132    |

Promovirani iz Serie B (2024./25.):
- Sassuolo

- Pisa

- Cremonese

Ispali iz Serie A (2024./25.):
- Empoli

- Venezia

- Monza

## Vanjske poveznice
- [neaktivna poveznica]